# Steenfabriek IJsseloord

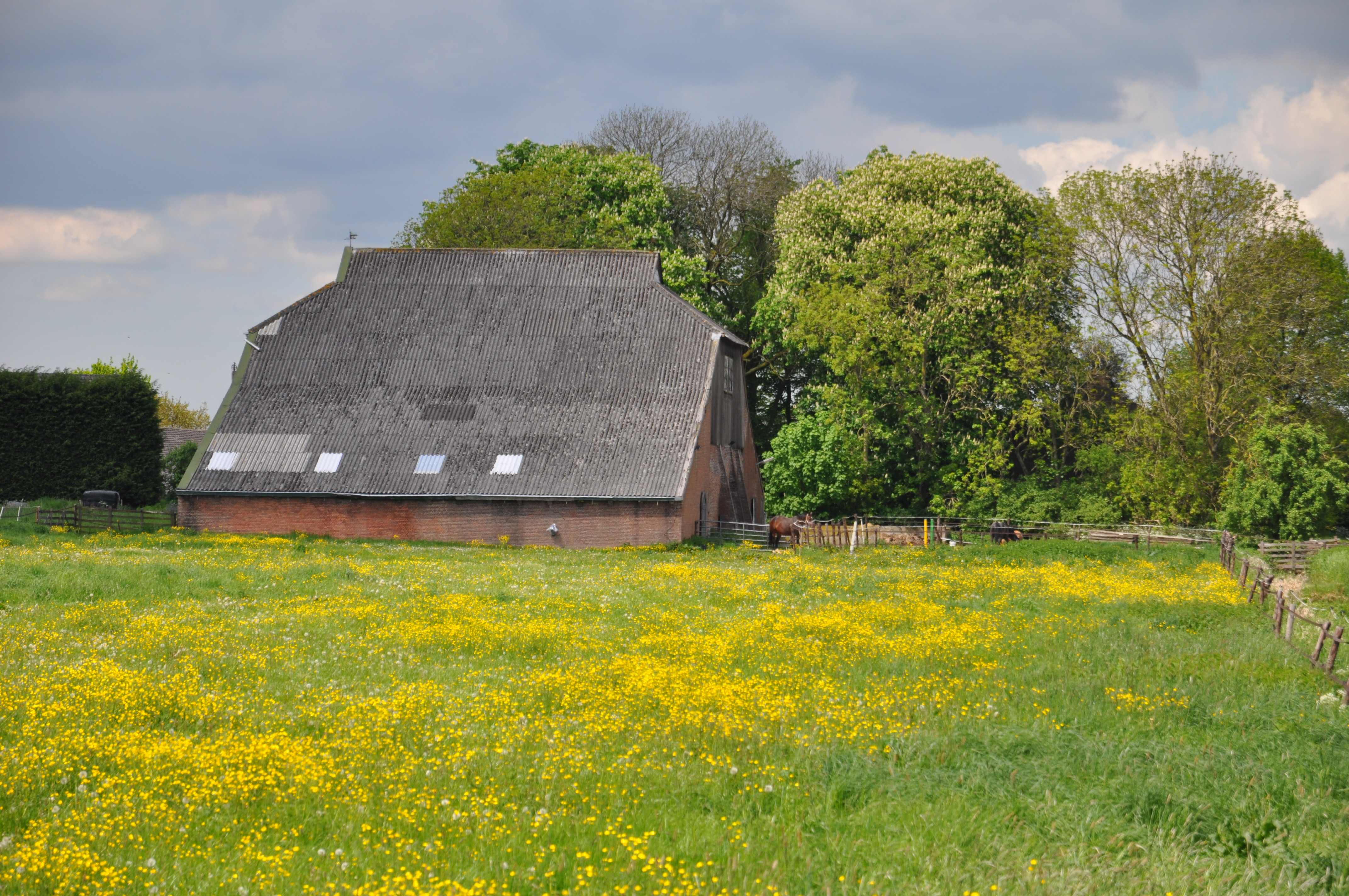
Situatie in 2012

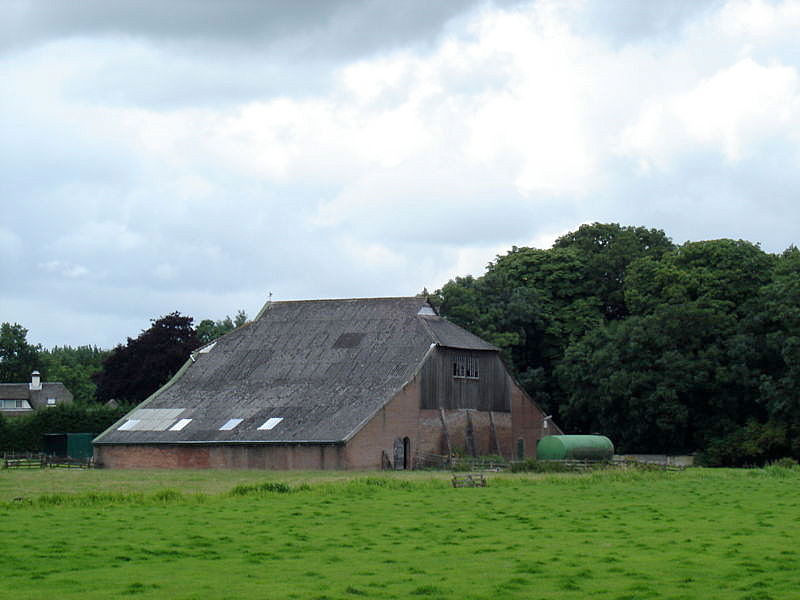
Situatie in 2005.

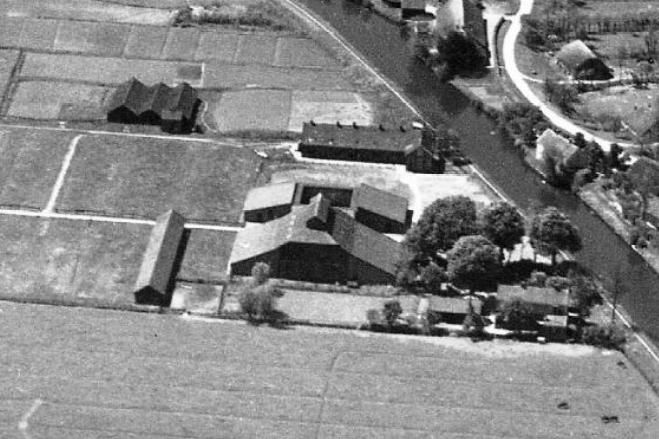
Situatie in 1936.

Steenfabriek IJsseloord werd in 1865 opgericht door B.J.A. van Limbeek. Het was een van de steenfabrieken die destijds werden gebouwd aan de huidige N228 tussen Montfoort en Oudewater ter hoogte van Willeskop.

## Geschiedenis
In 1876 werkten in de steenfabriek veertig werklieden en werden er drie miljoen stenen per jaar geproduceerd¹. Andere steenfabrieken in Willeskop waren van Splinter, Muller en de gebroeders Wiegerinck.

In 1902 werd IJsseloord gekocht door G.J.W. Koolemans Beijnen. In 1906 was Anton van Leeuwen voorman en stoker van de fabriek. Hij liet een huis bouwen nabij de fabriek, te weten Willeskop 72. De fabriek is inmiddels verdwenen. In 1944 is de fabriek grotendeels gesloopt en in 1976 zijn overblijfselen, zoals bijvoorbeeld de droogrekken, verwijderd.

## Toekomst
Heden ten dage (2006) herinneren de schuur en de directeurswoning nog aan de fabriek. De schuur heeft nog een originele balkenconstructie met spanveren in de dakconstructie.

De grond en de daarop staande gebouwen zijn gekocht door Jan Snel, directeur van het ernaast gelegen container-verhuurbedrijf van Jan Snel B.V.

De voormalige steenfabriek is het enige overgebleven erfgoed in Willeskop dat herinnert aan de industriële voorspoed aan het begin van de 20e eeuw.

De steenoven van de voormalige steenfabriek is samen met de bijbehorende directeurswoning in 2008 door burgemeester en wethouders aangewezen als gemeentelijk monument.

## Afbeeldingen

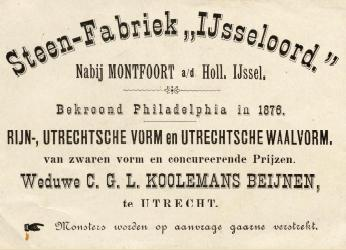
Reclame
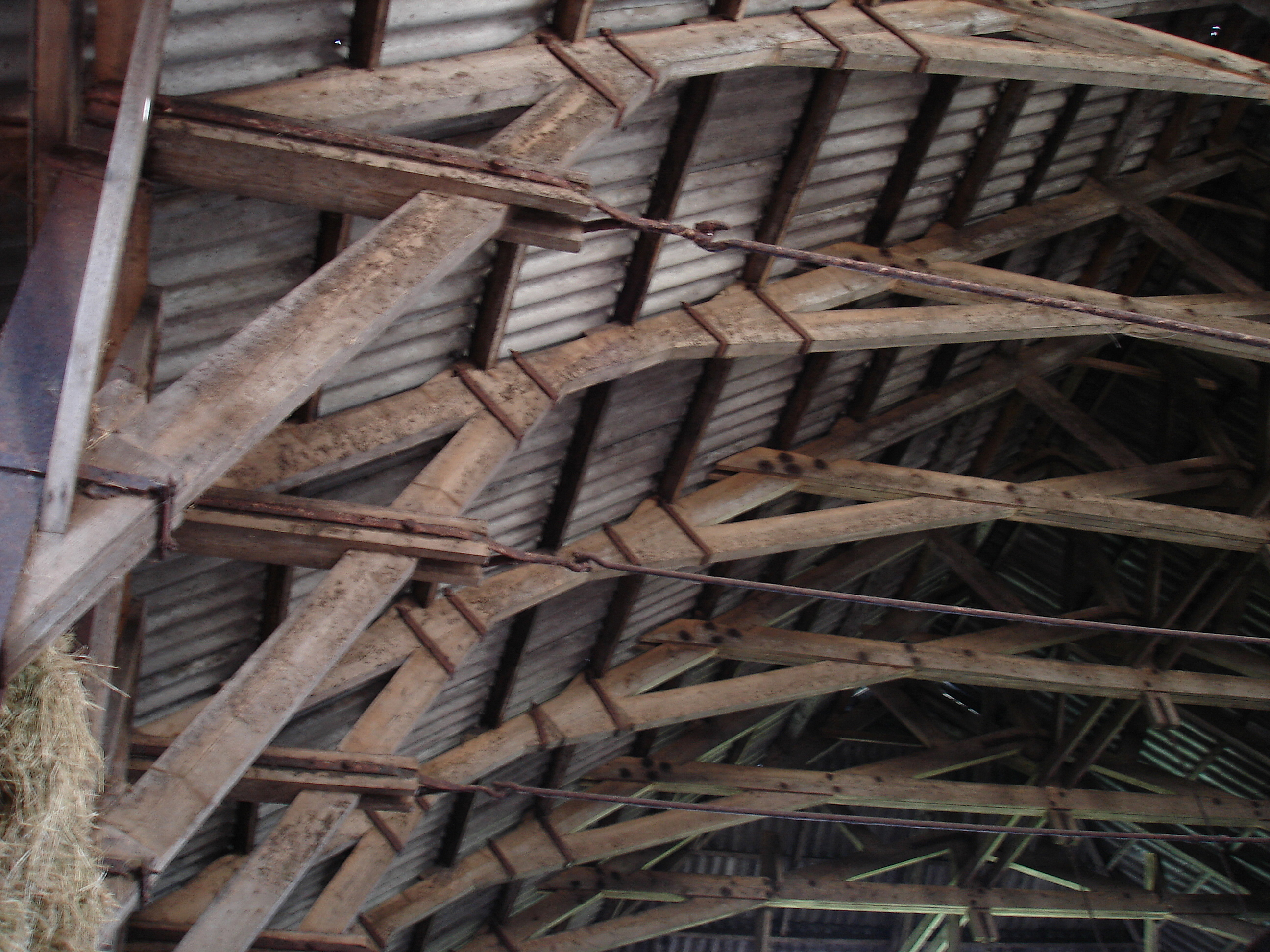
Dakconstructie.
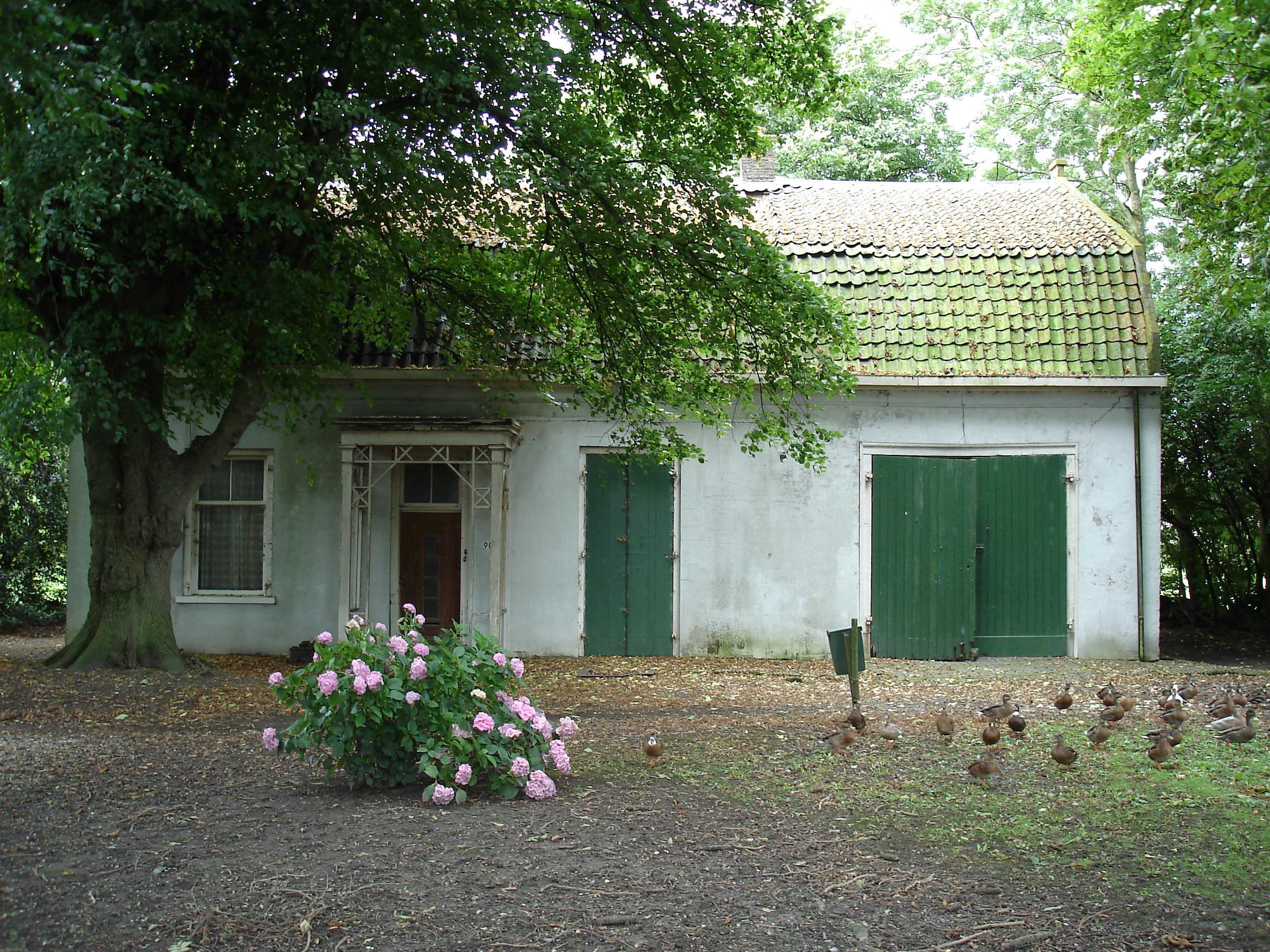
De directeurswoning.